# Radosław Brzózka
Radosław Brzózka (ur. 16 czerwca 1980 w Płocku) – polski dziennikarz, reporter i prezenter telewizyjny. Marszałek V sesji Sejmu Dzieci i Młodzieży.

## Życiorys
Ukończył III Liceum Ogólnokształcące im. Marii Dąbrowskiej w Płocku. Następnie rozpoczął studia na Wydziale Elektroniki i Technik Informacyjnych Politechniki Warszawskiej.

### Kariera radiowa
Z pracą w mediach zetknął się jako uczeń liceum, prowadząc cotygodniową audycję w lokalnej rozgłośni radiowej Radio Plus Płock w latach 1997–1999. W 2000 podjął pracę w Radiu Bis. Najpierw był reporterem, następnie prowadził audycje dla dzieci i młodzieży. Kiedy Radio BIS zmieniło swój profil z edukacyjnego na radio młodzieżowe, został prowadzącym poranne pasmo Wszystko gra, a później BIS ranek. Z Polskim Radiem był związany do września 2007 jako prowadzący i wydawca audycji.
Pracę w radiu łączył z pracą w firmie informatycznej jako programista-konsultant (2002–2004). Do jego zadań należało tworzenie aplikacji komputerowych oraz wdrażanie systemów kontroli pracy konsultantów call center.

### Kariera telewizyjna
We wrześniu 2002 przyjął propozycję współpracy z TV Polonia jako prowadzący nowo powstałego programu Śniadanie na podwieczorek. Od tego momentu skupił się na pracy w mediach. Ze stacją współpracował przez pięć lat, w tym czasie współprowadził Śniadanie na podwieczorek, a także był reporterem oraz prezenterem oprawy TV Polonia.
W 2005 otrzymał ofertę pracy w porannym programie TVP1 Kawa czy herbata?. Początkowo przygotowywał przeglądy prasy, a następnie współprowadził program. Współpracę z redakcją zakończył w listopadzie 2011. W międzyczasie, od lipca do września 2007 był prowadzącym program Teleexpress nocą, a następnie z Januszem Józefowiczem prowadził program Przebojowa noc. Krótko po otrzymaniu tej propozycji dołączył do redakcji oprawy TVP1, z której odszedł pod koniec 2012. Po zakończeniu emisji Przebojowej nocy został prowadzącym program muzyczny Złota sobota. W 2008 i 2009 współprowadził koncerty Piosenka dla Europy 2008 i Piosenka dla Europy 2009, będące programami wyłaniającymi reprezentanta Polski w Konkursie Piosenki Eurowizji. W latach 2011–2018 prowadził autorski program popularnonaukowy Jak to działa? w TVP1. W październiku 2016 poprowadził finał krajowych eliminacji do 14. Konkursu Piosenki Eurowizji Junior. Objął rolę prowadzącego teleturnieje Telewizji Polskiej: Gra słów. Krzyżówka na antenie TVP1 (2019) i Szkoły z klasą w TVP Wilno (2024). Był też gospodarzem segmentu popularnonaukowego w teleturnieju z udziałem celebrytów pt. Wiesz czy nie wiesz? TVP1 (2023).
Oprócz programu na głównej antenie TVP, w latach 2014–2016 współprowadził program Kulturalni.PL w TVP Polonia, a od lutego 2015 do czerwca 2016 prowadził program Bydgoszcz Eko News dla TVP Bydgoszcz.
Pełnił funkcję rzecznika prasowego 45. i 46. Festiwalu Polskiej Piosenki w Opolu, ponadto prowadził wywiady z gwiazdami i przygotowywał relacje zza kulis wydarzenia w studiu festiwalowym. 13 czerwca 2009 prowadził koncert SuperJedynek podczas 46. KFPP w Opolu.
Wiosną 2010 brał udział w programie muzycznym Just the Two of Us. Tylko nas dwoje w parze z Kasią Cerekwicką. Decyzją widzów odpadli z programu w przedostatnim odcinku, zajmując czwarte miejsce.

## Nominacje i nagrody branżowe
- wrzesień 2008 – nominacja do nagrody Elle Style Awards 2008 w kategorii Osobowość TV.

## Audycje
- 2007: Bis ranek (Radio Bis)
- 2004–2005: Wszystko Gra! (Radio Bis)

## Programy i widowiska telewizyjne
- Jak to działa? (TVP1, 2011)
- Just the Two of Us. Tylko nas dwoje (Polsat, 2010) – uczestnik
- Kawa czy herbata? (TVP1, od 2005)
- Za kulisami Jedynki (TVP1, od 2010)
- Flesz wyborczy (TVP1, 2010)
- Koncert Superjedynek (TVP1, 2009)
- Konkurs Piosenki Eurowizji – Piosenka dla Europy (TVP1, 2008), podawanie polskich głosów (TVP1, 2008–2009)
- Wielki Test z historii (TVP, listopad 2008)
- Złota sobota (TVP1, listopad 2007 – 2008)
- Przebojowa noc (TVP1, wrzesień–listopad 2007)
- Teleexpress nocą (TVP1, lipiec–wrzesień 2007)
- Symulator faktu – autor felietonów (TVP1, 2006)
- Śniadanie na podwieczorek (TVP Polonia, 2002–2007)
- Jak to działa? (Discovery Science, 2014)
- Konkurs Piosenki Eurowizji Junior – Krajowe Eliminacje (TVP1, 2016)
- Gra słów. Krzyżówka (TVP1, od 2019)
- Jak to działa – Ekologia (TVP Nauka, 2023)[7]
- Wiesz czy nie wiesz? (TVP1, 2023)[8]
- Szkoły z klasą (TVP Wilno, 2024)[4]